# Unión Club de Ceares
El Unión Club de Ceares es un club de fútbol del barrio de Ceares, en la ciudad de Gijón, Asturias, España, que compite en el grupo II de la Tercera Federación.

## Historia
Fue fundado en 1946 como resultado de la fusión entre el Blancoval y el Fortuna. Siendo presidente José Ramón Elvira Sastre obtuvo su primer ascenso a Tercera División en la temporada 1964/65, aunque volvió a descender al año siguiente. El siguiente ascenso se produjo el 18 de abril de 1965 en el campo de Viesques ante el Club Deportivo Lealtad tras imponerse el equipo local, entrenado por Peña, por 4-1. 
Militó de nuevo en categorías regionales hasta 1986, cuando logró retornar a la categoría nacional, en la que se mantuvo dos temporadas consecutivas. El segundo ascenso a la máxima categoría del fútbol regional se consumó el 4 de mayo de 1986 al imponerse en La Cruz, el conjunto dirigido entonces por Bernardino Alonso, “Nardo”, por 4-0 a la Sociedad Deportiva Narcea merced a tantos de Falo, Edu (máximo goleador del equipo con 19 dianas) y Nacho en dos ocasiones. Valentín Cueva Cosío era por entonces presidente de la directiva cearista.
En las temporadas 2001-02 y 2002-03 logró dos ascensos consecutivos desde Primera Regional hasta Tercera División, el último de la mano del técnico Rogelio García. Este dirigió al equipo durante siete años, con un breve paréntesis en 2007, consiguiendo en su primera campaña el citado ascenso y manteniéndolo en Tercera las siguientes seis, lo que supone el mayor período del club en esta categoría. El último ascenso a Tercera hasta la fecha se consiguió el 4 de mayo de 2003 en el campo de Villarea de Valdesoto al imponerse el conjunto gijonés por 0-3 con goles de Pereira, Mario e Isaac. El entrenador en 2007 fue el exfutbolista del Real Sporting de Gijón José Antonio Redondo, pero el equipo volvió a estar dirigido por Rogelio a mitad de temporada, quien en 2009 finalizó su etapa pasando Florentino Angulo a ocupar el banquillo, donde se mantuvo durante tres campañas. Tras su retirada en 2012, fue el técnico Nacho Cabo quien tomó el relevo.

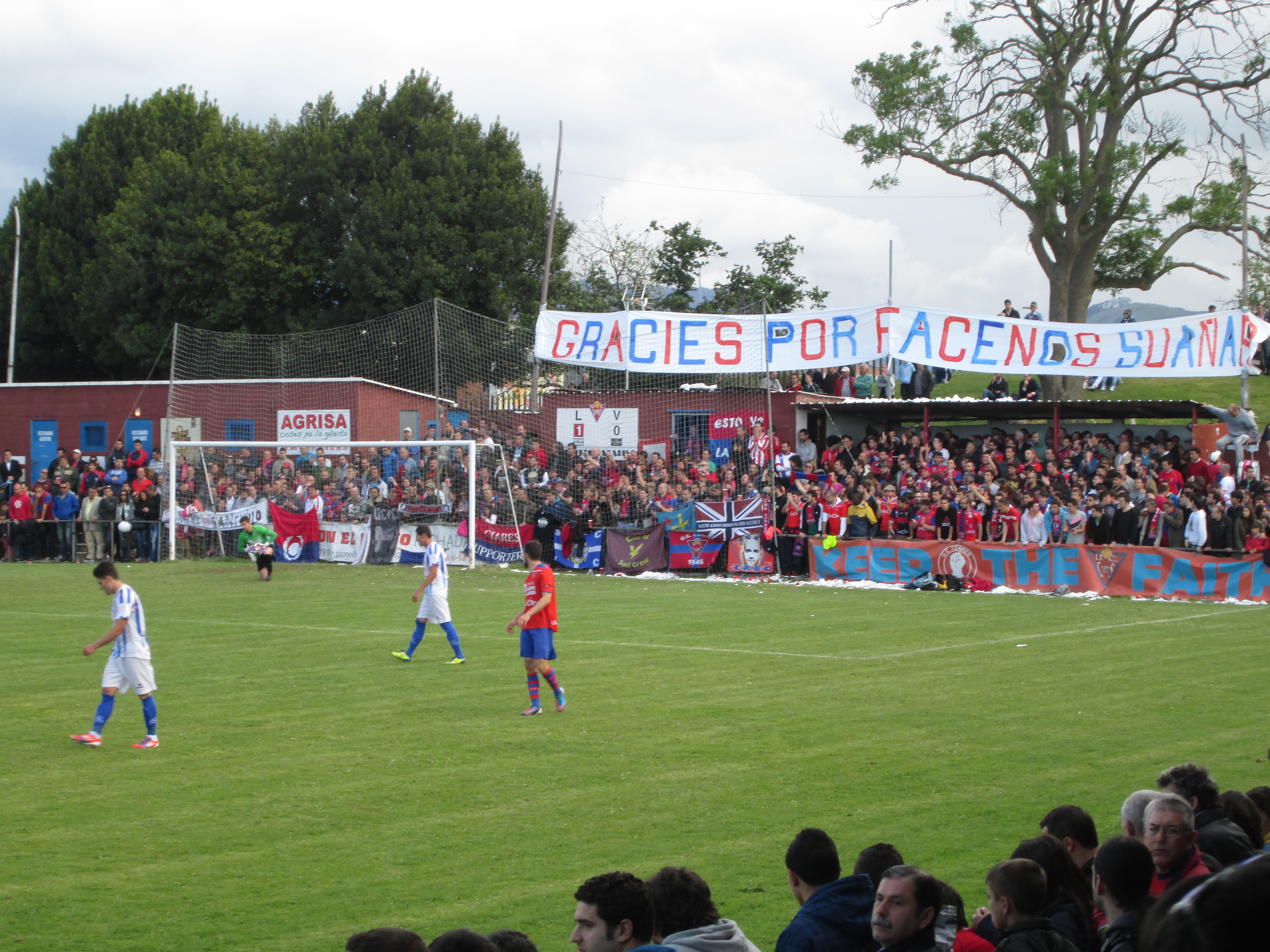
El campo de La Cruz, lleno, durante el partido de la fase de ascenso a Segunda B contra el Águilas.

A finales de la década de los 2000 el club atravesaba una mala situación económica y social, por lo que se propuso la fusión con el Club Deportivo Manuel Rubio o la Sociedad Deportiva Llano 2000, dos clubes de la misma zona, algo que rechazaron los socios. En las elecciones a la presidencia de 2011, surgió una candidatura de un grupo de amigos, desde exjugadores hasta socios, pasando por vecinos o simples aficionados del fútbol, que resultó elegida por unanimidad. Esto supuso un cambio radical en la manera de entender y gestionar el club, orientado ahora hacia «recuperar la cultura de grada, imprimir un marcado carácter social al equipo, conectar al Ceares con el barrio gijonés del mismo nombre», así como llevar adelante al club. La temporada 2011-12 comenzó con esta junta directiva al frente, «buscando el crecimiento social y la participación del hincha, apostando por el fair play financiero, por una vuelta a las raíces tanto del club como del fútbol en general, y en general, proponiendo una alternativa al denominado fútbol negocio o fútbol moderno». Todo esto según las opiniones personales de los dirigentes del club, que algunos consideran que tienen un tinte muy politizado. «Además la gestión comenzó a ser participativa y asamblearia», similar a la de equipos como el C. A. P. Ciudad de Murcia o en Inglaterra el F. C. United, y con fuertes vínculos con FASFE. A partir de la campaña 2012-13 salieron a competir cuatro equipos de categorías inferiores: un prebenjamin, dos benjamines y un filial en Segunda Regional.
En la temporada 2013-14 el club siguió creciendo en categorías inferiores: un regional, un juvenil, un alevín, tres benjamines, dos prebenjamines, tres equipos de profútbol de 5 años y dos equipos de profútbol de 4 años. Esa misma temporada logró la mejor clasificación de su historia, obteniendo la plaza para jugar la fase de ascenso a Segunda División B. El club fue emparejado en primera eliminatoria contra el Águilas FC de la región de Murcia al que eliminó (1-1 / 1-0) disputándose la vuelta en el campo de La Cruz y batiendo el récord de asistencia con más de 1300 personas.[cita requerida] Finalmente cayó en segunda ronda frente al Trival Valderas (0-3 / 2-2). 
Tras dieciocho temporadas consecutivas en Tercera División, en la temporada 2020-21, el Ceares se proclama campeón de su subgrupo, por delante de Real Avilés, U. D. Llanera o Caudal Deportivo y más tarde campeón de liga por primera vez en su historia y consigue una plaza en la 2.ª RFEF el 9 de mayo de 2021.
El 30 de noviembre de 2021 disputó por primera vez la competición de la Copa del Rey. Siendo eliminado ya en primera ronda, en encuentro disputado a partido único en el Estadio El Molinón, por el Real Sporting de Gijón por un gol a cero. El club cearista ejercía como local, pero por razones de espacio y de una mayor recaudación no se disputó en su terreno de La Cruz.

## Uniforme
- Uniforme titular: camiseta roja con detalles azules, pantalón azul y medias azules rojas.
- Uniforme alternativo: camiseta a rayas verticales anchas negras y blancas, pantalón blanco y medias negras.

## Estadio

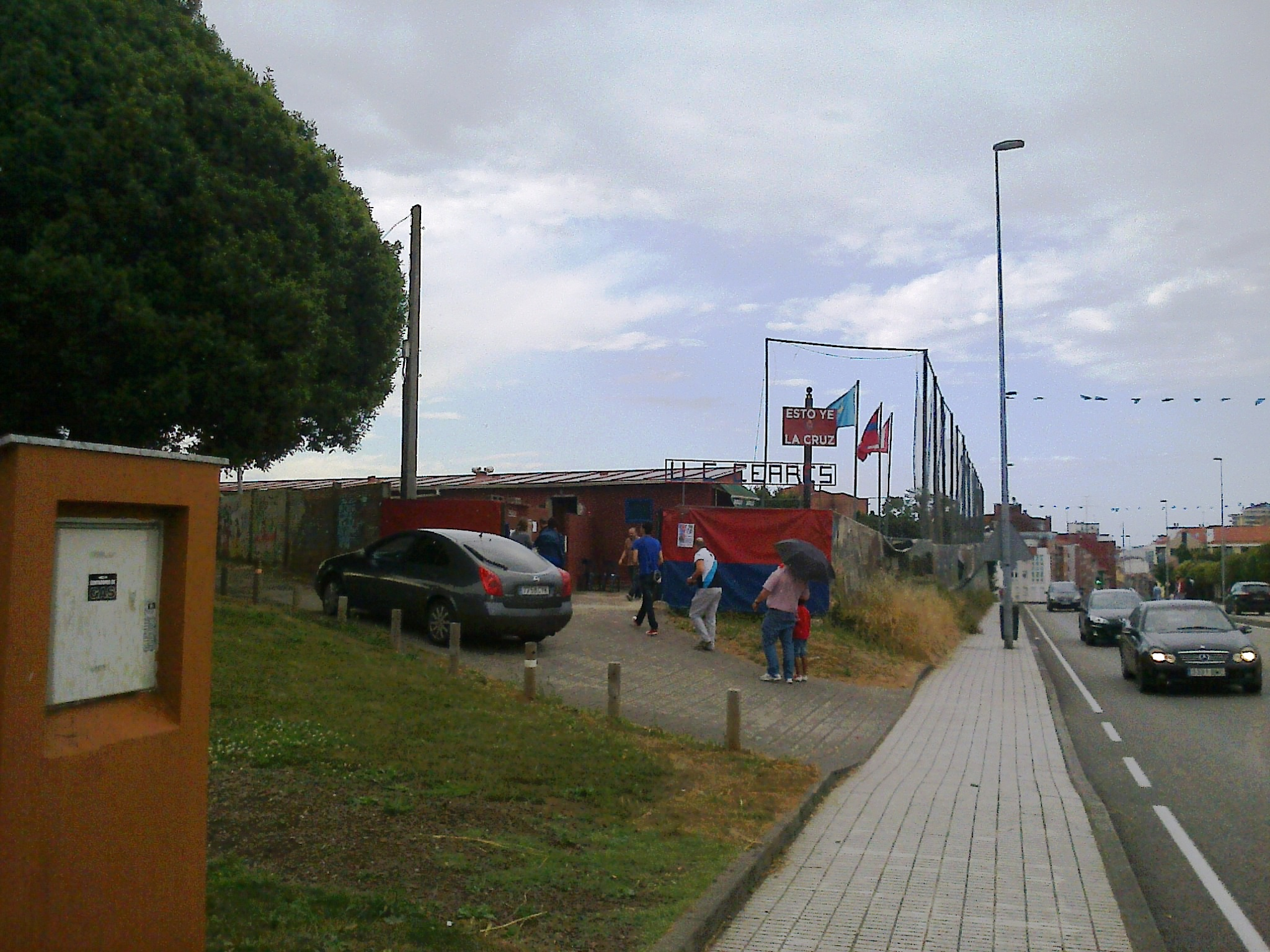
Entrada al campo de La Cruz.

En los años 50 ya hay referencias de que el conjunto cearista jugaba sus partidos en el antiguo campo de Viesques, situado en el barrio del mismo nombre, solar ocupado hoy en día por un grupo escolar. Durante unos años, al no disponer de terreno de juego, disputó sus partidos por diversos campos de Gijón, siendo los más recurrentes los campos federativos de Roces, hasta que recaló en el campo actual de La Cruz. Fue inaugurado el 8 de enero de 1978 en partido de liga ante el Condal Club (1-2). El primer gol de la historia marcado en el terreno de juego teyero fue obra del cearista Collantes.
Situado junto al parque de Los Pericones, su terreno de juego es de hierba natural y tiene unas dimensiones de 99x65 m. Tiene una grada lateral, reformada en 2004 con asientos y capacidad para 300 personas sentadas. Ésta fue inaugurada por la alcaldesa Paz Fernández Felgueroso el 9 de octubre de 2004 en un partido que ganó el conjunto teyero con gol de Pablo Prendes al Real Sporting de Gijón "B". En el año 2010 tras el cambio de asientos que se llevó a cabo en El Molinón, los retirados del estadio sportinguista fueron reutilizados para varios campos del concejo y algunos se colocaron en la nueva grada cearista. 
Debido a desavenencias con la propiedad del terreno donde se encuentra el estadio, a principios del año 1995, y hasta el final de la temporada 1996-97, el conjunto cearista disputó sus partidos como local en el campo de Santa Cruz, situado en la parroquia gijonesa de Jove y donde habitualmente juega el Gijón Industrial. A partir de la temporada 1997-98 el Ceares retorna a La Cruz.
En la temporada 2013-14 el club llega a un acuerdo para el alquiler del abandonado campo de Las Canteras no muy lejos del campo de La Cruz, en La Coría, con el propósito de remodelarlo para que puedan disfrutarlo plenamente las categorías inferiores del club. Un año después se abandona dicho proyecto debido a las continuas trabas del gobierno municipal.[cita requerida]
En abril de 2017, el Ceares llegó a un acuerdo con el Ayuntamiento de Gijón para la completa renovación de las instalaciones así como la construcción de un campo anexo de hierba artificial para uso del Gijón Fútbol Femenino y de las categorías inferiores de ambos clubes. Aunque posteriormente el proyecto fue descartado.
El 4 de enero de 2020 el Ceares abandonaría durante unos meses La Cruz, tras un partido ante el Club Deportivo Praviano (1-3), mientras se realizan las obras de reacondicionamiento el club se traslada al campo municipal de Lloreda, en Tremañes.
Asimismo, el estadio ha sido utilizado por diversos equipos que en algún momento carecieron de instalaciones como el Revillagigedo C. F., al desaparecer el campo de Deva, o el Gijón Fútbol Femenino para acoger los partidos de la temporada 2005-06, la única en la que el club jugó en Superliga Femenina.

### Fotos

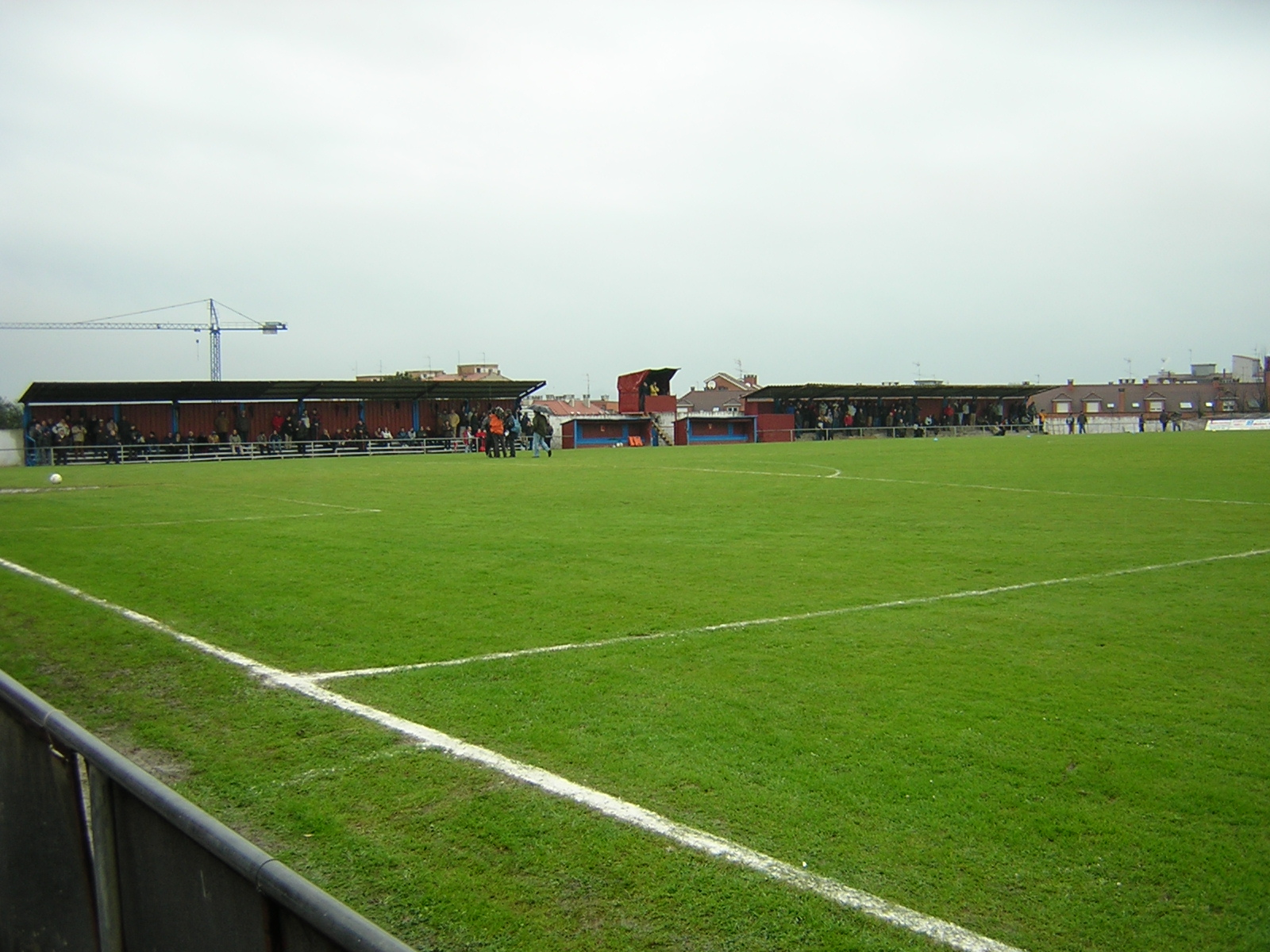
La tribuna de La Cruz, en 2003, antes de su reforma.
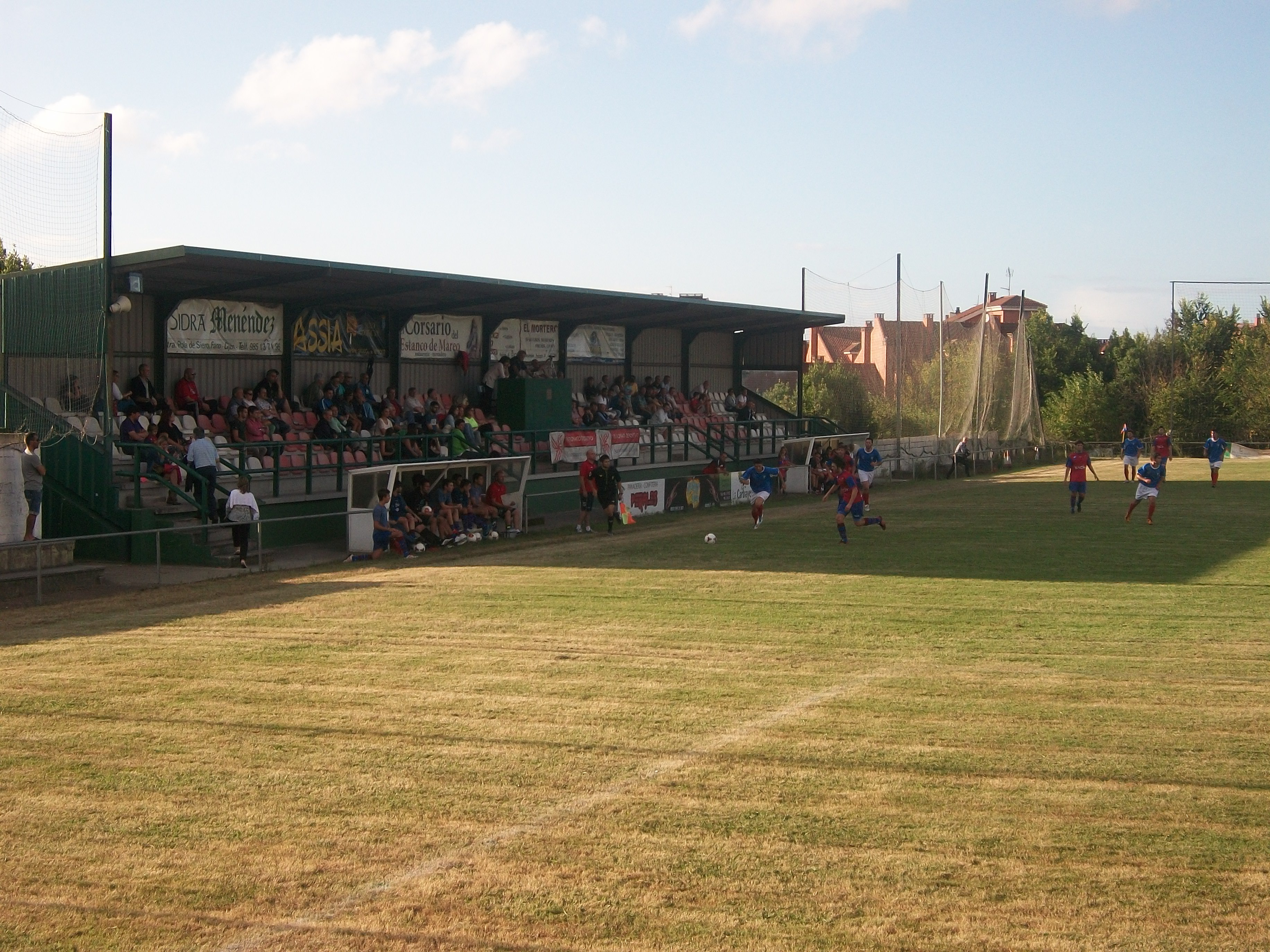
La tribuna principal en 2014.

## Temporadas
| Temp.     | Niv.                                  | Liga                                  | Pos                                   | PJ                                    | PG                                    | PE                                    | PP                                    | GF                                    | GC                                    | Pts                                   | Copa Federación | Goleador                       | Anotado |
| --------- | ------------------------------------- | ------------------------------------- | ------------------------------------- | ------------------------------------- | ------------------------------------- | ------------------------------------- | ------------------------------------- | ------------------------------------- | ------------------------------------- | ------------------------------------- | --------------- | ------------------------------ | ------- |
| 1948-49   | 5                                     | 2.ª Regional                          | 2.º                                   | 24                                    | 14                                    | 6                                     | 4                                     | 72                                    | 27                                    | 34                                    |                 |                                |         |
| 1949-50   | 4                                     | 1.ª Categoría Regional                | 3.º                                   | 20                                    | 12                                    | 2                                     | 6                                     | 52                                    | 27                                    | 26                                    |                 |                                |         |
| 1950-51   | 4                                     | 1.ª Categoría Regional                | 7.º                                   | 26                                    | 10                                    | 6                                     | 10                                    | 46                                    | 41                                    | 26                                    |                 |                                |         |
| 1951-52   | 4                                     | 1.ª Categoría Regional                | 11.º                                  | 26                                    | 6                                     | 5                                     | 15                                    | 37                                    | 66                                    | 17                                    |                 |                                |         |
| 1952-53   | No participa como medida de protesta. | No participa como medida de protesta. | No participa como medida de protesta. | No participa como medida de protesta. | No participa como medida de protesta. | No participa como medida de protesta. | No participa como medida de protesta. | No participa como medida de protesta. | No participa como medida de protesta. | No participa como medida de protesta. |                 |                                |         |
| 1953-54   | 4                                     | 1.ª Categoría Regional                | 12.º                                  | 22                                    | 1                                     | 3                                     | 18                                    | 29                                    | 70                                    | 5                                     |                 |                                |         |
| 1954-55   | 5                                     | 2.ª Regional                          | 12.º                                  | 22                                    | 4                                     | 1                                     | 17                                    | 24                                    | 62                                    | 9                                     |                 |                                |         |
| 1955-56   | 5                                     | 2.ª Regional                          | 11.º                                  | 20                                    | 5                                     | 4                                     | 11                                    | 33                                    | 44                                    | 14                                    |                 |                                |         |
| 1956-57   | 5                                     | 2.ª Regional                          | 1.º                                   | 12                                    | 8                                     | 1                                     | 3                                     | 37                                    | 16                                    | 17                                    |                 |                                |         |
| 1956-57   | 5                                     | GA                                    | 8.º                                   | 14                                    | 0                                     | 4                                     | 10                                    | 15                                    | 47                                    | 4                                     |                 |                                |         |
| 1957-58   | 5                                     | 2.ª Regional                          | 6.º                                   | 16                                    | 7                                     | 2                                     | 7                                     | 29                                    | 31                                    | 16                                    |                 |                                |         |
| 1958-59   | No compitió                           | No compitió                           | No compitió                           | No compitió                           | No compitió                           | No compitió                           | No compitió                           | No compitió                           | No compitió                           | No compitió                           |                 |                                |         |
| 1959-60   | 5                                     | 2.ª Regional                          |                                       | 24                                    | 11                                    | 3                                     | 10                                    | 44                                    | 46                                    | 25                                    |                 |                                |         |
| 1960-61   | 5                                     | 2.ª Regional                          |                                       | 26                                    | 13                                    | 3                                     | 10                                    | 52                                    | 42                                    | 29                                    |                 |                                |         |
| 1961-62   | 4                                     | 1.ª Categoría Regional                | 14.º                                  | 26                                    | 5                                     | 6                                     | 15                                    | 33                                    | 56                                    | 16                                    |                 |                                |         |
| 1962-63   | 4                                     | 1.ª Categoría Regional                | 9.º                                   | 28                                    | 9                                     | 6                                     | 13                                    | 34                                    | 54                                    | 24                                    |                 |                                |         |
| 1963-64   | 4                                     | 1.ª Categoría Regional                | 14.º                                  | 30                                    | 7                                     | 9                                     | 14                                    | 34                                    | 47                                    | 23                                    |                 |                                |         |
| 1964-65   | 4                                     | 1.ª Categoría Regional                | 2.º                                   | 30                                    | 18                                    | 7                                     | 5                                     | 64                                    | 31                                    | 43                                    |                 |                                |         |
| 1965-66   | 3                                     | 3.ª División                          | 16.º                                  | 30                                    | 3                                     | 6                                     | 21                                    | 36                                    | 81                                    | 12                                    |                 |                                |         |
| 1966-67   | 4                                     | 1.ª Categoría Regional                | 9.º                                   | 30                                    | 12                                    | 3                                     | 15                                    | 43                                    | 52                                    | 27                                    |                 |                                |         |
| 1967-68   | 4                                     | 1.ª Categoría Regional                | 12.º                                  | 30                                    | 11                                    | 5                                     | 14                                    | 42                                    | 54                                    | 27                                    |                 |                                |         |
| 1968-69   | 4                                     | 1.ª Categoría Regional                | 13.º                                  | 36                                    | 12                                    | 6                                     | 18                                    | 53                                    | 66                                    | 30                                    |                 |                                |         |
| 1969-70   | 4                                     | 1.ª Categoría Regional                | 17.º                                  | 38                                    | 12                                    | 5                                     | 21                                    | 48                                    | 83                                    | 29                                    |                 |                                |         |
| 1970-71   | 5                                     | 2.ª Regional                          | 3.º                                   |                                       |                                       |                                       |                                       |                                       |                                       |                                       |                 |                                |         |
| 1971-72   | 5                                     | 2.ª Regional                          |                                       |                                       |                                       |                                       |                                       |                                       |                                       |                                       |                 |                                |         |
| 1971-72   | 5                                     | GA                                    | 2.º                                   | 8                                     | 4                                     | 2                                     | 2                                     | 16                                    | 8                                     | 10                                    |                 |                                |         |
| 1972-73   | 5                                     | 2.ª Regional                          | 3.º                                   | 26                                    | 17                                    | 4                                     | 5                                     |                                       |                                       | 38                                    |                 |                                |         |
| 1973-74   | 5                                     | 2.ª Regional                          | 16.º                                  | 38                                    | 13                                    | 6                                     | 19                                    | 53                                    | 69                                    | 32                                    |                 |                                |         |
| 1974-75   | 6                                     | 2.ª Regional                          | 1.º                                   | 20                                    | 17                                    | 1                                     | 2                                     |                                       |                                       | 35                                    |                 |                                |         |
| 1974-75   | 6                                     | GA                                    | 3                                     | 8                                     | 5                                     | 0                                     | 3                                     | 16                                    | 9                                     | 10                                    |                 |                                |         |
| 1975-76   | 6                                     | 2.ª Regional                          | 1.º                                   | 16                                    | 12                                    | 3                                     | 1                                     | 47                                    | 13                                    | 27                                    |                 |                                |         |
| 1975-76   | 6                                     | GA                                    | 1.º                                   | 10                                    | 5                                     | 2                                     | 3                                     | 14                                    | 8                                     | 12                                    |                 |                                |         |
| 1976-77   | 5                                     | 2.ª Regional                          | 18.º                                  | 38                                    | 7                                     | 5                                     | 26                                    | 45                                    | 90                                    | 19                                    |                 |                                |         |
| 1977-78   | 6                                     | 2.ª Regional                          | 5.º                                   | 38                                    | 19                                    | 7                                     | 12                                    | 63                                    | 64                                    | 45                                    |                 |                                |         |
| 1978-79   | 6                                     | 1.ª Regional                          | 2.º                                   | 38                                    | 23                                    | 10                                    | 5                                     | 64                                    | 27                                    | 56                                    |                 |                                |         |
| 1979-80   | 5                                     | Regional Preferente                   | 18.º                                  | 38                                    | 7                                     | 14                                    | 17                                    | 32                                    | 60                                    | 28                                    |                 |                                |         |
| 1980-81   | 5                                     | Regional Preferente                   | 17.º                                  | 38                                    | 13                                    | 5                                     | 20                                    | 59                                    | 49                                    | 31                                    |                 |                                |         |
| 1981-82   | 5                                     | Regional Preferente                   | 15.º                                  | 38                                    | 15                                    | 6                                     | 17                                    | 48                                    | 62                                    | 36                                    |                 |                                |         |
| 1982-83   | 5                                     | Regional Preferente                   | 13.º                                  | 38                                    | 13                                    | 11                                    | 14                                    | 58                                    | 46                                    | 37                                    |                 |                                |         |
| 1983-84   | 5                                     | Regional Preferente                   | 15.º                                  | 38                                    | 11                                    | 11                                    | 16                                    | 57                                    | 70                                    | 33                                    |                 |                                |         |
| 1984-85   | 5                                     | Regional Preferente                   | 8.º                                   | 38                                    | 17                                    | 8                                     | 13                                    | 71                                    | 50                                    | 42                                    |                 |                                |         |
| 1985-86   | 5                                     | Regional Preferente                   | 2.º                                   | 38                                    | 19                                    | 11                                    | 8                                     | 60                                    | 38                                    | 49                                    |                 |                                |         |
| 1986-87   | 4                                     | 3.ª División                          | 19.º                                  | 38                                    | 5                                     | 18                                    | 15                                    | 27                                    | 54                                    | 28                                    |                 |                                |         |
| 1986-87   | 4                                     | PD                                    | G                                     | 2                                     | 1                                     | 0                                     | 1                                     | 3                                     | 2                                     |                                       |                 |                                |         |
| 1987-88   | 4                                     | 3.ª División                          | 20.º                                  | 38                                    | 2                                     | 9                                     | 27                                    | 30                                    | 95                                    | 13                                    |                 |                                |         |
| 1988-89   | 5                                     | Regional Preferente                   | 17.º                                  | 38                                    | 9                                     | 10                                    | 19                                    | 36                                    | 70                                    | 28                                    |                 |                                |         |
| 1989-90   | 5                                     | Regional Preferente                   | 15.º                                  | 38                                    | 14                                    | 9                                     | 15                                    | 38                                    | 64                                    | 37                                    |                 |                                |         |
| 1990-91   | 5                                     | Regional Preferente                   | 6.º                                   | 38                                    | 16                                    | 9                                     | 13                                    | 50                                    | 35                                    | 41                                    |                 |                                |         |
| 1991-92   | 5                                     | Regional Preferente                   | 6º                                    | 38                                    | 16                                    | 8                                     | 14                                    | 43                                    | 34                                    | 40                                    |                 |                                |         |
| 1992-93   | 5                                     | Regional Preferente                   | 14.º                                  | 38                                    | 11                                    | 10                                    | 17                                    | 44                                    | 64                                    | 32                                    |                 |                                |         |
| 1993-94   | 5                                     | Regional Preferente                   | 8.º                                   | 38                                    | 14                                    | 11                                    | 13                                    | 45                                    | 45                                    | 39                                    |                 |                                |         |
| 1994-95   | 5                                     | Regional Preferente                   | 4.º                                   | 38                                    | 21                                    | 6                                     | 11                                    | 58                                    | 33                                    | 48                                    |                 |                                |         |
| 1995-96   | 5                                     | Regional Preferente                   | 13.º                                  | 38                                    | 13                                    | 7                                     | 18                                    | 39                                    | 53                                    | 46                                    |                 |                                |         |
| 1996-97   | 5                                     | Regional Preferente                   | 13.º                                  | 38                                    | 12                                    | 10                                    | 16                                    | 43                                    | 50                                    | 46                                    |                 |                                |         |
| 1997-98   | 5                                     | Regional Preferente                   | 8.º                                   | 38                                    | 14                                    | 12                                    | 12                                    | 38                                    | 36                                    | 54                                    |                 |                                |         |
| 1998-99   | 5                                     | Regional Preferente                   | 11.º                                  | 38                                    | 11                                    | 14                                    | 13                                    | 37                                    | 41                                    | 47                                    |                 |                                |         |
| 1999-2000 | 5                                     | Regional Preferente                   | 12.º                                  | 38                                    | 12                                    | 11                                    | 15                                    | 39                                    | 45                                    | 47                                    |                 |                                |         |
| 2000-01   | 5                                     | Regional Preferente                   | 18.º                                  | 38                                    | 10                                    | 5                                     | 23                                    | 47                                    | 71                                    | 35                                    |                 |                                |         |
| 2001-02   | 6                                     | 1.ª Regional                          | 1.º                                   | 38                                    | 25                                    | 9                                     | 4                                     | 72                                    | 24                                    | 84                                    |                 |                                |         |
| 2002-03   | 5                                     | Regional Preferente                   | 1.º                                   | 38                                    | 26                                    | 9                                     | 3                                     | 80                                    | 15                                    | 87                                    |                 |                                |         |
| 2003-04   | 4                                     | 3.ª División                          | 10.º                                  | 38                                    | 13                                    | 13                                    | 12                                    | 41                                    | 45                                    | 52                                    |                 | Sergio Melón                   | 10      |
| 2004-05   | 4                                     | 3.ª División                          | 11.º                                  | 38                                    | 15                                    | 7                                     | 16                                    | 49                                    | 55                                    | 52                                    | Fase de grupos  | Chris Rodri                    | 8       |
| 2005-06   | 4                                     | 3.ª División                          | 16.º                                  | 38                                    | 10                                    | 10                                    | 18                                    | 35                                    | 49                                    | 40                                    | Fase de grupos  | David Bouzo José María Luengo  | 6       |
| 2006-07   | 4                                     | 3.ª División                          | 9.º                                   | 38                                    | 12                                    | 12                                    | 14                                    | 48                                    | 58                                    | 48                                    |                 | José María Luengo              | 12      |
| 2007-08   | 4                                     | 3.ª División                          | 12.º                                  | 38                                    | 14                                    | 8                                     | 16                                    | 53                                    | 55                                    | 50                                    | Fase de grupos  | Javi Castaño                   | 10      |
| 2008-09   | 4                                     | 3.ª División                          | 15.º                                  | 38                                    | 10                                    | 12                                    | 16                                    | 45                                    | 57                                    | 42                                    | Semifinalista   | Bogdan Stoica                  | 10      |
| 2009-10   | 4                                     | 3.ª División                          | 13.º                                  | 38                                    | 12                                    | 8                                     | 18                                    | 39                                    | 59                                    | 44                                    |                 | Borja Secades Jimmy            | 7       |
| 2010-11   | 4                                     | 3.ª División                          | 15.º                                  | 38                                    | 10                                    | 9                                     | 19                                    | 39                                    | 56                                    | 39                                    |                 | Pelayo Torre                   | 11      |
| 2011-12   | 4                                     | 3.ª División                          | 16.º                                  | 38                                    | 12                                    | 4                                     | 22                                    | 40                                    | 62                                    | 40                                    |                 | Jimmy                          | 13      |
| 2012-13   | 4                                     | 3.ª División                          | 12.º                                  | 38                                    | 13                                    | 9                                     | 16                                    | 43                                    | 48                                    | 48                                    |                 | Jorge Vázquez                  | 17      |
| 2013-14   | 4                                     | 3.ª División                          | 3.º                                   | 38                                    | 21                                    | 11                                    | 6                                     | 54                                    | 31                                    | 74                                    | Fase de grupos  | Borja Noval                    | 11      |
| 2013-14   | 4                                     | PO                                    | R2                                    | 4                                     | 1                                     | 2                                     | 1                                     | 4                                     | 6                                     |                                       | Fase de grupos  | Borja Noval                    | 11      |
| 2014-15   | 4                                     | 3.ª División                          | 6.º                                   | 38                                    | 16                                    | 15                                    | 7                                     | 51                                    | 41                                    | 63                                    | Fase de grupos  | Álvaro Ponte                   | 11      |
| 2015-16   | 4                                     | 3.ª División                          | 10.º                                  | 38                                    | 13                                    | 6                                     | 19                                    | 42                                    | 60                                    | 45                                    | Fase de grupos  | Marcos Iglesias                | 20      |
| 2016-17   | 4                                     | 3.ª División                          | 9.º                                   | 38                                    | 14                                    | 7                                     | 17                                    | 47                                    | 63                                    | 49                                    | Fase de grupos  | Marcos Iglesias                | 17      |
| 2017-18   | 4                                     | 3.ª División                          | 6.º                                   | 38                                    | 15                                    | 15                                    | 8                                     | 46                                    | 30                                    | 60                                    | Fase de grupos  | Juanín                         | 12      |
| 2018-19   | 4                                     | 3.ª División                          | 13.º                                  | 38                                    | 10                                    | 14                                    | 14                                    | 35                                    | 51                                    | 44                                    | Fase de grupos  | Juanín Wilmer                  | 7       |
| 2019-20   | 4                                     | 3.ª División                          | 15.º                                  | 28                                    | 6                                     | 9                                     | 13                                    | 28                                    | 37                                    | 27                                    | Fase de grupos  | Zucu                           | 9       |
| 2020-21   | 4                                     | 3.ª División                          | 1.º                                   | 26                                    | 16                                    | 6                                     | 4                                     | 38                                    | 25                                    | 54                                    |                 | Madeira                        | 12      |
| 2021-22   | 4                                     | 2.ª División RFEF                     | 18.º                                  | 34                                    | 5                                     | 3                                     | 26                                    | 32                                    | 48                                    | 18                                    |                 | Óscar                          | 9       |
| 2022-23   | 5                                     | 3.ª Federación                        | 12.º                                  | 30                                    | 9                                     | 7                                     | 14                                    | 35                                    | 44                                    | 36                                    | Fase de grupos  | Pablo Ferreiro David "Ferrari" | 7       |
| 2023-24   | 5                                     | 3.ª Federación                        | 4.º                                   | 34                                    | 19                                    | 8                                     | 7                                     | 52                                    | 30                                    | 65                                    | Fase de grupos  | Pablo Madeira                  | 11      |

## Historial
- Temporadas en Primera División: 0
- Temporadas en Segunda División: 0
- Temporadas en Primera Federación: 0
- Temporadas en Segunda Federación: 1
- Temporadas en Tercera: 23
- Temporadas en Regional Preferente: 21
- Temporadas en Primera Regional: 27
- Temporadas en Segunda Regional: 6
- Participaciones en la Copa del Rey: 1 (2021/22)

### Participaciones en Copa Federación
Se ha clasificado en diez ocasiones para disputar la fase asturiana de la Copa Real Federación Española de Fútbol. Solo en una oportunidad logró pasar la fase de grupos y disputar las semifinales, donde fue eliminado.
| Temp  | Pos   | PJ | PG | PE | PP | GF | GC | Pt |
| ----- | ----- | -- | -- | -- | -- | -- | -- | -- |
| 2004  | 3.º   | 4  | 1  | 1  | 2  | 3  | 4  | 4  |
| 2005  | 2.º   | 4  | 1  | 3  | 0  | 4  | 2  | 6  |
| 2007  | 3.º   | 4  | 1  | 0  | 3  | 5  | 7  | 3  |
| 2008  | SF    | 6  | 2  | 3  | 1  | 7  | 5  | 9  |
| 2014  | 2.º   | 4  | 3  | 0  | 1  | 4  | 3  | 9  |
| 2015  | 3.º   | 4  | 1  | 0  | 3  | 1  | 5  | 3  |
| 2016  | 3.º   | 4  | 0  | 1  | 3  | 3  | 6  | 1  |
| 2017  | 3.º   | 4  | 1  | 0  | 3  | 2  | 5  | 3  |
| 2018  | 2.º   | 4  | 1  | 2  | 1  | 2  | 2  | 5  |
| 2019  | 3.º   | 4  | 1  | 2  | 1  | 2  | 3  | 5  |
| 2022  | 3.º   | 4  | 0  | 0  | 4  | 2  | 10 | 0  |
| 2024  | 3.º   | 4  | 0  | 0  | 4  | 4  | 10 | 0  |
| TOTAL | TOTAL | 50 | 12 | 12 | 26 | 39 | 62 | 48 |

## Estadísticas del club

### Tercera División
- Temporadas en Tercera División: 23
- Mejor clasificación: 1.º (temporada 2020-21)
- Jornadas como líder: 17 (1.ª jornada de la temporada 1965-66,[10] jornada 14.ª a 15.ª de la temporada 2013-14, de la jornada 11.ª a 22.ª y de la 24ª a la 26ª de la temporada 2020-21)
- Mayor número de jornadas consecutivas como líder: 10 (jornada 11.ª a 22.ª de la temporada 2020/21)
- Mayor número de jornadas consecutivas en puestos de promoción de ascenso: 23 (jornada 3.ª a 26ª.ª de la temporada 2013-14)
- Participaciones en promoción de ascenso: 1 (temporada 2013-14)
- Mayor número de temporadas consecutivas en Tercera División: 18 (desde la temporada 2003-04 hasta la temporada 2020-21)
- Mayor goleada conseguida en casa: 6-0 al Condal Club de Fútbol (temporada 2017-18)
- Mayor goleada conseguida fuera: 0-4 al C. D. Llanes (temporada 2012-13)
- Mayor racha sin perder: 13 partidos (jornada 7.ª a 20.ª de la temporada 2014-15 y de la 8.ª a la 20.ª de la temporada 2020-21)
- Mayor número de victorias consecutivas: 7 partidos (de la jornada 8.ª a la 14.ª de la temporada 2020-21)
- Mayor número de jornadas consecutivas sin recibir un gol: 5 partidos (jornada 18.ª a 22.ª de la temporada 2009-10 y la jornada 4.ª aplazada más de la 11.ª a la 15.ª de la temporada 2020-21)
- Máximo goleador: Jimmy (47)
- Entrenador con más partidos: Rogelio García (208)

### Copa Federación
- Participaciones en Copa Federación: 12
- Mejor clasificación: semifinalista (temporada 2008-09)

### Más partidos jugados
Esta es una lista de los jugadores con más partidos jugados con el Ceares, actualizado tras la jornada 17 de la temporada 2022-23. Los jugadores en negrita forman parte actualmente del club.
| #  | Jugador          | Periodo                       | Partidos | Goles |
| -- | ---------------- | ----------------------------- | -------- | ----- |
| 1  | Juan Carlos      | 2011–                         | 334      | 38    |
| 2  | Jimmy            | 2009–2016                     | 221      | 47    |
| 3  | Pablo Martínez   | 2013–2020                     | 217      | 20    |
| 4  | Fonso Bellón     | 2012–2019                     | 216      | 7     |
| 5  | Chery            | 2014–2020                     | 197      | 3     |
| 5  | Pablo Prendes    | 2003–2006 2007–2009 2014–2015 | 188      | 10    |
| 7  | Bermejo          | 2003–2009                     | 165      | 1     |
| 8  | Chelís           | 2003–2009                     | 160      | 3     |
| 9  | Mario de la Roca | 2003–2007 2011–2012           | 154      | 5     |
| 10 | Marcos           | 2003–2009                     | 142      | 0     |

### Máximos goleadores
Esta es una lista de los máximos goleadores del Ceares en Tercera División, actualizado tras la temporada 2020-21. Los jugadores en negrita forman parte actualmente del club.
| #  | Jugador           | Periodo             | Goles | Partidos | Prom. |
| -- | ----------------- | ------------------- | ----- | -------- | ----- |
| 1  | Jimmy             | 2009–2016           | 47    | 221      | 0.22  |
| 2  | Juan Carlos       | 2011–               | 38    | 320      | 0.11  |
| 3  | Marcos Iglesias   | 2015–2017           | 32    | 63       | 0.51  |
| 4  | Francisco Castaño | 2006–2009           | 30    | 102      | 0.29  |
| 5  | José María Luengo | 2005–2007 2011–2012 | 22    | 101      | 0.22  |
| 5  | Álvaro Ponte      | 2013–2016           | 22    | 89       | 0.25  |
| 6  | Pablo Martínez    | 2013–2020           | 20    | 217      | 0.09  |
| 7  | Juan Menéndez     | 2017–2019           | 19    | 69       | 0.28  |
| 9  | Jorge Vázquez     | 2010–2011 2012–2013 | 18    | 58       | 0.31  |
| 10 | Dani Peláez       | 2005–2007 2016–2017 | 17    | 98       | 0.17  |
| 10 | Sergio Melón      | 2003–2004 2009–2010 | 17    | 61       | 0.28  |

## Memorial Pepe Ortiz
En el año 2011, el Ceares recupera la tradición de organizar un torneo veraniego tras haberlo hecho a principios de la década de los 80 con el Trofeo Santiago. Desde entonces, cada pretemporada homenajea con un trofeo llamado Memorial Pepe Ortiz al que fuera jugador del Real Sporting de Gijón entre 1949 y 1963. Ortiz es considerado como el mejor jugador de la historia del barrio.
| Año  | Ganador                    | Subcampeón             | Rtdo.          |
| ---- | -------------------------- | ---------------------- | -------------- |
| 2011 | TSK Roces                  | U. C. de Ceares        | 1–0            |
| 2012 | Real Sporting de Gijón B   | U. C. de Ceares        | 2–0            |
| 2013 | Real Avilés C. F.          | U. C. de Ceares        | 2–1            |
| 2014 | Real Sporting de Gijón "B" | U. C. de Ceares        | 2–0            |
| 2015 | U. C. de Ceares            | La Bañeza F. C.        | 2–1            |
| 2016 | Atlético Pinto             | U. C. de Ceares        | 2–1            |
| 2017 | U. C. de Ceares            | U. D. Gijón Industrial | 2–1            |
| 2018 | U. C. de Ceares            | Candás C. F.           | 3–2            |
| 2019 | Unión Popular de Langreo   | U. C. de Ceares        | 2-0            |
| 2020 | U. C. de Ceares            | Candás C. F.           | 2-0            |
| 2021 | U. C. de Ceares            | U. D. Gijón Industrial | 1-1 (5-3 pen.) |
| 2022 | U.D. Ourense               | U. C. de Ceares        | 2-0            |
| 2023 | U. C. de Ceares            | C. D Covadonga         | 1-0            |

## Títulos por clubes
| Equipo                     | Títulos | Años                                 |
| Unión Club Ceares          | 6       | 2015, 2017, 2018, 2020, 2021 y 2023. |
| Real Sporting de Gijón "B" | 2       | 2012 y 2014.                         |
| Real Avilés                | 1       | 2013.                                |
| Atlético Pinto             | 1       | 2016.                                |
| Unión Popular de Langreo   | 1       | 2019.                                |
| TSK Roces                  | 1       | 2011.                                |
| U. D. Ourense              | 1       | 2022.                                |

## Trofeos

### Trofeo Jimmy Greaves
El Trofeo Jimmy Greaves se concede desde la temporada 2011-12 al máximo goleador del equipo en los partidos de Liga.
| Temp.   | Jugador         | Goles |
| ------- | --------------- | ----- |
| 2009-10 | Jimmy           | 8     |
| 2010-11 | Pelayo Torre    | 8     |
| 2011-12 | Jimmy           | 13    |
| 2012-13 | Jorge Vázquez   | 17    |
| 2013-14 | Borja Noval     | 11    |
| 2014-15 | Jimmy y Ponte   | 10    |
| 2015-16 | Marcos Iglesias | 20    |
| 2016-17 | Marcos Iglesias | 12    |
| 2017-18 | Juanín          | 12    |
| 2018-19 | Wilmer y Juanín | 7     |
| 2019-20 | Zucu            | 9     |
| 2020-21 | Madeira         | 12    |
| 2021-22 | Óscar Fernández | 9     |
| 2022-23 | David "Ferrari" | 7     |

### Trofeo George Best
El mejor jugador del año es galardonado desde la temporada 2011-12 con el Trofeo George Best, decidido por votación popular durante toda la tempordada.
| Temp.   | Jugador         |
| ------- | --------------- |
| 2011-12 | Jimmy y Teto    |
| 2012-13 | Jimmy           |
| 2013-14 | Borja Argüelles |
| 2014-15 | Jimmy           |
| 2017-18 | Chery           |
| 2018-19 | Juan Menéndez   |
| 2019-20 | Rafa Felgueroso |
| 2020-21 | Madeira         |
| 2021-22 | Óscar Fernández |
| 2022-23 | Ferreiro        |

## Palmarés

### Torneos nacionales
- Tercera División (1): 2020-21.

### Torneos autonómicos
- Regional Preferente (1): 2002-03.
- Subcampeón de la Regional Preferente de Asturias (1): 1964-65.
- Primera Regional (1): 2001-02.
- Subcampeón de la Primera Regional (1): 1978-79.
- Segunda Regional (1): 1975-76.
- Subcampeón de la Segunda Regional (2): 1948-49 y 1971-72.

### Trofeos amistosos
- Memorial Pepe Ortiz (6): 2015, 2017, 2018, 2020, 2021 y 2023.
- Trofeo Villa de Jovellanos (2) : 2009, 2016.
- Trofeo Villa de Laviana-Memorial Ricardito (1): 2014.
- Trofeo Pilar Ordieres (1): 2013.
- Memorial Giovani (1): 2012.

## Filiales
El Unión Club Ceares "B" fue el equipo filial del club. Compitió durante tres temporadas entre 2012 y 2015 y, de nuevo, en la temporada 2018-19, sin haber superado la Segunda Regional, la categoría más baja del fútbol asturiano. 
Desde la temporada 2019-20 se inicia un convenio de filialidad con la Cultural Deportiva de Aboño, histórico club fundado en 1929 del concejo de Carreño y que milita en 3.ª Asturfútbol. También desde la temporada 2018-19, la entidad gijonesa de fútbol base, Veriña Club de Fútbol, es filial de los cearistas.
| Temp.   | Nivel | División     | Pos. |
| ------- | ----- | ------------ | ---- |
| 2012-13 | 7     | 2.ª Regional | 14.º |
| 2013-14 | 7     | 2.ª Regional | 8.º  |
| 2014-15 | 7     | 2.ª Regional | 13.º |
| 2018-19 | 7     | 2.ª Regional | 9.º  |